# Charlotte Hatherley
Charlotte Franklin Hatherley (née le 20 juin 1979 à Londres) est une chanteuse, auteure-compositrice, guitariste et compositrice de bandes originales anglaise. Elle fut d'abord guitariste et choriste du groupe de rock alternatif Ash avant une carrière solo.

## Biographie
La carrière musicale de Hatherley commence à 15 ans, lorsqu'elle rejoint le groupe punk britannique Nightnurse. Deux ans plus tard, alors qu'Ash recherche un guitariste pour ses concerts, Hatherley est embauchée après que le leader Tim Wheeler la voit jouer lors d'un concert de Nightnurse. Les débuts de Hatherley avec Ash ont lieu au Limelight de Belfast le 10 août 1997 et la semaine suivante, la nouvelle formation joue au V Festival devant 50 000 personnes. Sa carrière d'enregistrement avec le groupe commence plus tard cette année-là sur le single A Life Less Ordinary et se poursuit sur l'album Nu-Clear Sounds en 1998.
Hatherley est membre à plein temps d'Ash pendant huit ans, jouant sur trois albums studio, et écrit une poignée de chansons du groupe, notamment Grey Will Fade, sur la face B du single There a Star. Pendant l'enregistrement de l'album Meltdown avec Ash, Hatherley commence à enregistrer son propre album. La chanson est appréciée des fans et devient la chanson-titre du premier album solo de Hatherley. Le 20 janvier 2006, Hatherley annonce quitter Ash dans le cadre d'une rupture à l'amiable.
Le deuxième album de Hatherley, The Deep Blue, sort le 5 mars 2007. Il est précédé de deux singles : Behave, en décembre, et I Want You To Know. Suit une tournée au Royaume-Uni et en Irlande. Deux autres singles sortent pour promouvoir l'album, Siberia et Again. En 2007, Hatherley est la première partie de Blondie lors de sa tournée au Royaume-Uni. En 2007, Hatherley est guitariste en tournée pour Bryan Ferry et en 2009, elle rejoint Bat for Lashes pour les concerts du groupe. Le troisième album solo de Hatherley, New Worlds, sort en octobre 2009.
En 2010, Hatherley rejoint le groupe de KT Tunstall, jouant de la guitare solo. La tournée 2010-2011 coïncide avec la sortie de l'album Tiger Suit de Tunstall. Hatherley enregistrera de la guitare sur les albums de Tunstall Kin en 2016 et Wax en 2018 et joue de la guitare lors de sa tournée de 2018.
En février 2012, Hatherley commence à se produire sous le nom de Sylver Tongue. Elle sort l'EP Something Big en novembre 2012. Sylver Tongue est la première partie de Bat for Lashes lors de la tournée britannique d'octobre-novembre 2012.
Hatherley écrit la musique du court métrage de science-fiction du réalisateur Gavin Rothery, The Last Man. Le film est présenté en première au festival FrightFest à Londres en 2014. Hatherley interprète la musique au British Film Institute dans le cadre de son programme de trois mois consacré à la science-fiction à l'écran. En 2014, Hatherley compose la musique de la pièce de Stella Feehily This May Hurt A Bit, mise en scène par Max Stafford-Clark.
En 2016-2017, elle effectue une tournée en tant que guitariste-claviériste pour Birdy, pour l'album Beautiful Lies.
En 2017, Hatherley présente un album solo sur PledgeMusic intitulé True Love. Inspiré par son amour de la science-fiction, l'album raconte l'histoire de Traveler, un extraterrestre au cœur brisé en quête d'amour. L'album est publié en juin 2018. Trois singles sortent : A Sign, Night Vision et Hook You Up. L'EP de cinq titres Night Vision contient des reprises de chansons du cinéma, dont How Deep Is Your Love des Bee Gees, dont la vidéo aest réalisée en collaboration avec l'Agence spatiale européenne.
De 2017 à 2020, Hatherley est directrice musicale, guitariste et claviériste de l'artiste sud-africain Nakhane.
En 2019, Hatherley compose la musique du film Imogen qui devait être présenté en première au festival du film de qualification aux Oscars AMDOCS à Palm Springs, le 27 mars 2020, dans le cadre de la sélection officielle (reportée en raison de Covid-19). Produit par Margo Mars et Alma Har'el, le film est réalisé par Lola Young et Matt Shea et soutenu par la BFI Doc Society et le fonds cinématographique LUSH. La bande originale sort en mai 2020.
En 2021, elle joue de la guitare sur la musique du compositeur Frank Ilfman pour le film Bloody Milkshake. En 2022, elle contribue à la musique du film Flux Gourmet du réalisateur Peter Strickland.
Elle retrouve le groupe Ash en 2022 pour une tournée au Royaume-Uni pour soutenir le 21e anniversaire de Free All Angels.

## Vie privée
La mère de Hatherley, Patricia Franklin, est actrice. Son père, Frank Hatherley, est un dramaturge et critique australien.
Elle a une fille, Rosa, née le 30 juin 2020.

## Discographie
Albums
- 2004 : Grey Will Fade
- 2007 : The Deep Blue
- 2009 : New Worlds
- 2017 : 	True Love